# إبراهيم بن أدهم
إبراهيم بن أدهم، أبو إسحاق، إبراهيم بن منصور بن زيد بن جابر العجلي ويقال التميمي، تابعي جليل أحد فقهاء أهل السنة والجماعة في عصره ينحدر من منطقة بلْخ في أفغانستان.

## قصة هدايته
كان من أبناء الملوك والمَياسير. خرج متصيداً، فأثار ثعلبا وإذا هو في طلبه، هتف به هاتف من قربوس سرجه: «والله! ما لهذا خلقت!، ولا بهذا أمرت!». فنزل عن دابته، وصادف راعياً لأبيه، فأخذ جبته فلبسها، وأعطاه ثيابه وقماشه وفرسه وترك طريقته في التزين بالدنيا، ورجع إلى طريقة أهل الزهد والورع. وخرج إلى مكة، وصحب بها سفيان الثوري، والُفضيل بن عِياض. ودخل بلاد الشام، فكان يعمل فيها، ويأكل من عمل يده.

## سيرته
كان كثير التفكر والصمت، بعيداً عن حب الدنيا، وما فيها من شهرة وجاه ومال، حريصاً على الجهاد في سبيل الله لا يفتر عنه. وكان برغم زهده يدعو إلى العمل والجد فيه وإتقانه، ليكون كسباً حلالاً. ولذلك أعرض عن ثروة أبيه الواسعة، وعما كان يصيبه من غنائم الحرب وآثر العيش من كسب يده.
وحصد إبراهيم في المزارع عشرين ديناراً ودخل إلى أذنة، ومعه صاحب له. فأراد أن يحلق ويحتجم؛ فجاء إلى حجام، فحقره الحجام وصاحبه، وقال: «ما في الدنيا أحد أبغض إلي من هؤلاء! أما وجدوا غيري!» فقضى شغل غيرهما، وأعرض عنهما. ثم قال: «أي شيء تريدان» فقال ابرهيم: «أحتجم واحلق». ففعل به، وأما صاحبه فقال له: «لا أفعل ذلك!» لتهاونه بهما، ثم أعطاه إبراهيم الذي كان معه، فقال له صاحبه: «كيف ذاك!» فقال: «اسكت لئلا يحتقر فقيراً بعده».
وروى أنه كان يعمل في الحصاد وحفظ البساتين وغير ذلك، وينفق على من في صحبته من الفقراء وكان يعمل نهاره، ويجتمعون ليلا إلى موضع، وهم صيام؛ وكان ابرهيم يبطئ في رجوعه من عمله، فقالوا ليلة: «هلم نسبقه حتى لا يبطئ في رجوعه من عمله» ففعلوا وناموا، فجاء إبراهيم، فظن انهم لم يجدوا طعاماً، فأصلحه لهم، فأنتبهوا وقد وضع شيبته في النار، وينفخ بها، فقالوا له في ذلك فقال: «ظننت إنكم نمتم جوعى لأجل العدم، فأصلحت لكم ذلك!». فقال بعضهم لبعض: «انظروا ما الذي عملنا، وما الذي يعاملنا به».
وقدركب مرة البحر، فقال عليهم، فلف رأسه في عباءة ونام، فقيل له: «ما ترى ما نحن فيه من الشدة!» فقال: « ليس هذا شدة! الشدة الحاجة إلى الناس»، ثم قال: «اللهم! أريتنا قدرتك، فأرنا لطفك». وقال معاوية بن حفص : «إنما سمع إبراهيم بن أدهم عن منصور حديثاً، فأخذ به فساد أهل زمانه قال : سمعت إبراهيم بن أدهم يقول : حدثنا منصور عن ربعي بن خراش قال : جاء رجل إلى النبي صلى الله عليه وسلم فقال : يا رسول الله دلني على عمل يحبني الله عز وجل به ويحبنى الناس قال: " إذا أردت أن يحبك الله فأبغض الدنيا وإذا أردت أن يحبك الناس فما كان عندك من فضولها فانبذه إليهم».
ولإبراهيم بن أدهم رأي في محاربة الغلاء وارتفاع الأسعار فقد ذكروا له أن اللحم غلا ثمنه. فقال: أرخصوه. أي لا تشتروه فترخص أسعاره.
كان إبراهيم شديد الحنين إلى وطنه. فمن أقواله لأصحابه: «عالجت العبادة فما وجدت شيئاً أشد عليَّ من نزاع النفس إلى الوطن». كما روي عنه قوله: «ما قاسيت، فيما تركت، شيئاً أشد علي من مفارقة الأوطان».

## وفاته
توفي إبراهيم بن أدهم سنة 162 هـ، وهو مرابط مجاهد في إحدى جزر البحر المتوسط، ولما شعر بدنو أجله قال لأصحابه: « أوتروا لي قوسي ». فأوتروه. فقبض على القوس ومات وهو قابض عليها يريد الرمي بها، وقيل إنه مات في حملة بحرية على البيزنطيين، ودفن في مدينة جبلة على الساحل السوري، وأصبح قبره مزاراً، وجاء في معجم البلدان أنه مات بحصن سوقين ببلاد الروم. وكذلك ذكر الزركلي وجعل وفاته سنة 161 هـ الموافق 778 م، أقيم في موضع وفاته مسجد سمي جامع السلطان إبراهيم وهو أهم مساجد جبلة اليوم.

## أقواله

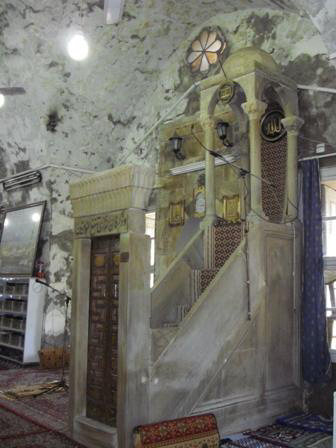
منبر جامع إبراهيم بن الأدهم في مدينة جبلة على الساحل السوري

- يحكى عنه أنه قال: «أطب مطعمك، ولا حرج عليك أن لا تقوم الليل ولا تصوم النهار.»[8]
- وقيل: كان عامة دعائه: «اللهم انقلني من ذلِّ معصيتك إلى عزِّ طاعتك»[8]
- وقيل لإبراهيم بن أدهم: «إن اللحم قد غلا!!.» فقال: «أرخصوه أي: لاتشتروه وأنشد في ذلك: وإذا غلا شيء عليَّ تركته،  فيكون أرخص ما يكون إذا غلا»[8]
- قال إبراهيم بن أدْهم لرجل في الطواف: «أعلم أنك لا تنال درجة الصالحين حتى تجوز ست عقبات: أولاها: تغلق باب النعمة، وتفتح باب الشدَّة. والثانية: تغلق باب العزِّ ،وتفتح باب الذلِّ. والثالثة: تغلق باب الراحة، وتفتح باب الجهد. والرابعة: تغلق باب النوم؛ وتفتح باب السهر. والخامسة: تغلق باب الغنى، وتفتح باب الفقر. والسادسة: تغلق باب الأمل، وتفتح باب الاستعداد للموت.»[8]
- سئل إبراهيم بن أدهم لم لا تخالط الناس؟ فقال: «إن صحبت من هو دوني آذاني بجهله، وإن صحبت من هو فوقي تكبر علي، وإن صحبت من هو مثلي حسدني، فاشتغلت بمن ليس في صحبته ملل ولا وصلة انقطاع ولا في الأنس به وحشة.»
- «الفقر مخزون في السماء، يعدل الشهادة عند الله، لا يعطيه إلا لمن أحبه.»
- «على القلب ثلاثة أغطية: الفرح، والحزن، والسرور. فإذا فرحت بالموجود فأنت حريص، الحريص محروم. وإذا حزنت على المفقود فأنت ساخط، والساخط معذب. وإذا سررت بالمدح فأنت معجب، والعجب يحبط العمل. ودليل ذلك قول القرآن: (لكيلا تأسوا على ما فاتكم ولا تفرحوا بما آتاكم)»
- «قلة الحرص والطمع تورث الصدق والورع، وكثرة الحرص والطمع تكثر الهم والجزع.»
- كان إبراهيم بن أدهم يمشي في البصرة فاجتمع إليه الناس فقالوا: «ما بالنا ندعو فلا يستجاب لنا، والله تعالى يقول: ((وَقَالَ رَبُّكُمُ ادْعُونِي أَسْتَجِبْ لَكُمْ))(سورة غافر الآية 60)،» فقال: «يا أهل البصرة قد ماتت قلوبكم بعشرة أشياء: عرفتم الله ولم تؤدوا حقه. قرأتم القرآن ولم تعملوا به. ادعيتم حب الرسول صلى الله عليه وسلم وتركتم سنته. ادعيتم عداوة الشيطان وأطعتموه. ادعيتم دخول الجنة ولم تعملوا لها. ادعيتم النجاة من النار ورميتم فيها أنفسكم. قلتم الموت حق ولم تستعدوا له. اشتغلتم بعيوب الناس ولم تنشغلوا بعيوبكم. دفنتم الأموات ولم تعتبروا. أكلتم نعمة الله ولم تشكروه عليها.»
- وكان يقول: «ما لنا نشكو فقرنا إلى مثلنا ولا نسأل كشفه من ربنا.»
- قال رجل لإبراهيم بن أدهم: «إني لا أقدر على قيام الليل فصف لي دواء!!» فقال: «لا تعصه بالنهار وهو يقيمك بين يديه في الليل، فإن وقوفك بين يديه في الليل من أعظم الشرف، والعاصي لا يستحق ذلك الشرف.»
- يقول إبراهيم بن أدهم: «إذا كنت بالليل نائما وبالنهار هائماً وفي المعاصي دائماً فكيف تُرضي من هو بأمورك قائماً؟!»
- وقال: «إنما يتم الورع بتسوية كل الخلق في قلبك، والاشتغال عن عيوبهم بذنبك، وعليك باللفظ الجميل من قلب ذليل لرب جليل، فكر في ذنبك وتب إلى ربك ينبت الورع في قلبك واقطع الطمع إلا من ربك.»

## معرض الصور
بعض من صور جامع السلطان إبراهيم بن الأدهم في مدينة جبلة.

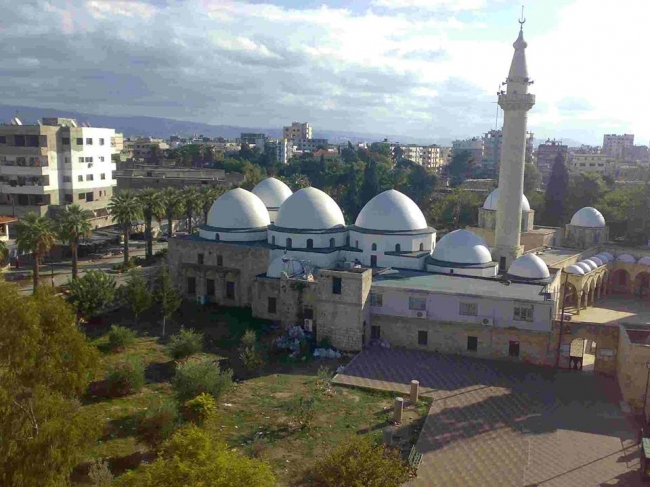
جامع السلطان إبراهيم بن الأدهم في مدينة جبلة الساحلية السورية.
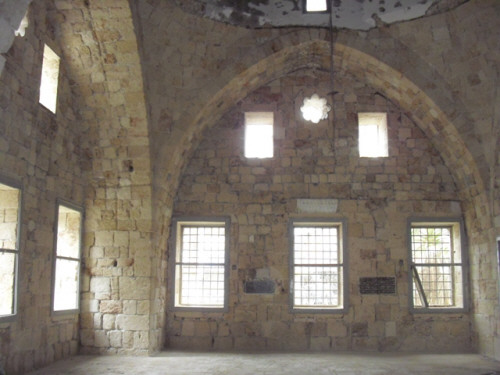
جامع السلطان إبراهيم بن الأدهم في مدينة جبلة الساحلية السورية.